# Карризозо
Карризозо (англ. Carrizozo) — город в штате Нью-Мексико (США). Административный центр округа Линкольн. В 2010 году в городе проживали 996 человек.
Вблизи города находится вулканическое поле Карризозо, состоящее из двух застывших лавовых потоков. Поток Карризозо является одним из наиболее молодых и крупнейших в мире (около 75 км длиной, покрывает около 330 км²).

## Географическое положение
По данным Бюро переписи населения США Карризозо имеет площадь 7,0 квадратных километров. Расположен на пересечении дорог 54 и 380.

## История
Поселение было основано в 1899 году, когда через него провели железную дорогу. Город был сначала назван Карризо в честь реки Карризо-Спрингс. В начале XX века рост населения города был обусловлен железной дорогой. Около 1907 года название города сменили на Карризозо. В 1909 году Карризозо стал окружным центром, он был инкорпорирован в 1916 году.

## Население
| Год переписи | Нас. |  | %±     |
| ------------ | ---- |  | ------ |
| 1920         | 1301 |  | —      |
| 1930         | 1171 |  | −10%   |
| 1940         | 1457 |  | 24,4%  |
| 1950         | 1389 |  | −4,7%  |
| 1960         | 1546 |  | 11,3%  |
| 1970         | 1123 |  | −27,4% |
| 1980         | 1222 |  | 8,8%   |
| 1990         | 1075 |  | −12%   |
| 2000         | 1036 |  | −3,6%  |
| 2010         | 996  |  | −3,9%  |
| 2016         | 938  |  | −5,8%  |

По данным переписи 2010 года население Карризозо составляло 996 человек (из них 54,7 % мужчин и 45,3 % женщин), в городе было 430 домашних хозяйств и 237 семей. Расовый состав: белые — 78,7 %. 43,6 % имеют латиноамериканское происхождение.
Население города по возрастному диапазону по данным переписи 2010 года распределилось следующим образом: 16,0 % — жители младше 18 лет, 2,8 % — между 18 и 21 годами, 56,7 % — от 21 до 65 лет и 24,5 % — в возрасте 65 лет и старше. Средний возраст населения — 49,3 лет. На каждые 100 женщин в Карризозо приходилось 120,8 мужчин, при этом на 100 совершеннолетних женщин приходилось уже 117,4 мужчин сопоставимого возраста.
Из 430 домашнего хозяйства 55,1 % представляли собой семьи: 37,7 % совместно проживающих супружеских пар (9,1 % с детьми младше 18 лет); 11,6 % — женщины, проживающие без мужей и 5,8 % — мужчины, проживающие без жён. 44,9 % не имели семьи. В среднем домашнее хозяйство ведут 2,05 человека, а средний размер семьи — 2,74 человека. В одиночестве проживали 41,2 % населения, 17,4 % составляли одинокие пожилые люди (старше 65 лет).

## Экономика
В 2016 году из 747 человек старше 16 лет имели работу 219. При этом мужчины имели медианный доход в 30 882 доллара США в год против 21 726 долларов среднегодового дохода у женщин. В 2016 году медианный доход на семью оценивался в 48 417 $, на домашнее хозяйство — в 21 667 $. Доход на душу населения — 15 356 $ в год. 19,0 % от всего числа семей в Карризозо и 29,0 % от всей численности населения находилось на момент переписи за чертой бедности.